# Raimon Miquel i Juscafresa
Raimon Miquel i Juscafresa, conegut popularment com El Rei, (Palafrugell, 17 d'octubre de 1906 - Palamós, 17 d'octubre de 1992) fou un futbolista català de la dècada de 1920.

## Trajectòria
Fou una gran estrella al FC Palafrugell, on jugà durant diverses etapes des de l'any 1923 on fou dues vegades campió de Catalunya de segona categoria. Passà pel FC Barcelona on jugà una temporada a l'equip reserva, disputant 17 amistosos amb el primer equip. El dia 26 de setembre de 1926 al camp de la Creu Alta jugà amb la selecció de Catalunya en homenatge Francesc Cabedo. Retornà a Girona per jugar a la UE Figueres i el 1928 fou fitxat pel València CF, club que aquells anys estava contractant molts futbolistes catalans com Miquel Garrobé, Benet Roca, Jesús Pedret o Casto Moliné, entre d'altres.
Al València tampoc triomfà, doncs poc temps després de la seva arribada va contraure una apendicitis, fet que l'allunyà dels terrens de joc sis mesos. El novembre de 1929 retornà al FC Palafrugell, recomanant al València un nou jugador de la vila, Joan Costa i Font. Acabà la seva etapa com a futbolista a la UE Figueres. L'any 1935 fou objecte d'un partit d'homenatge per part del Palafrugell, amb alguns jugadors del València, com el propi Joan Costa, Inocencio Bertolí i Domènec Torredeflot.
Més enllà del futbol, Miquel formà part de l'exèrcit de la República durant la guerra civil, i fou activista antifranquista, essent exiliat a Còrsega o Hongria. Quan retornà a Catalunya fou entrenador del FC Palafrugell.